# Limnephilus sansoni
Limnephilus sansoni là một loài Trichoptera trong họ Limnephilidae. Chúng phân bố ở miền Tân bắc.